# Smicridea tregala
Smicridea tregala is een schietmot uit de familie Hydropsychidae. De soort komt voor in het Neotropisch gebied.